# Clanfield F.C.
Clanfield F.C. là một câu lạc bộ bóng đá có trụ sở tại Clanfield, gần Carterton, Anh. Trực thuộc Oxfordshire County Football Association, đội bóng hiện thi đấu tại .

## Danh hiệu

### Hạng đấu
- Hellenic Football League Premier Division :[2]
  - Á quân các mùa giải 1972–73, 1973–74
- Hellenic Football League Division One:[2]
  - Nhà vô địch mùa giải 1969–70
  - Á quân mùa giải 1980–81
- North Berks Football League Division Two (Faringdon):[3]
  - Nhà vô địch mùa giải 1924–25

### Cúp
- Hellenic Football League Premier Division Cup:[4]
  - Nhà vô địch mùa giải 1973–74
- Hellenic Football League Premier Division Cup:[4]
  - Nhà vô địch mùa giải 1985–86
- Oxfordshire Junior Cup:[5]
  - Nhà vô địch mùa giải1932–33
- Witney Senior Challenge Cup:[5]
  - Nhà vô địch mùa giải 1932–33
- Faringdon Memorial Cup:[6][7]
  - Á quân các mùa giải 2004–05, 2012–13

## Thống kê
- Thành tích tốt nhất tại hạng đấu:[2] Hạng 2 tại Hellenic premier Division 1972–73, 1973–74
- Thành tích tốt nhất tại FA Cup:[2] Vòng sơ loại bổ sung các mùa giải 2010–11, 2011–12
- Thành tích tốt nhất tại FA Vase:[2] Vòng bốn mùa giải 1974–75
- Kỷ lục khán giả đến sân:[1] 197 người trong trận đấu với Kidlington – 26 tháng 8 năm 2002